# Экономика Джибути
Джибути — одна из наименее развитых стран Африки (по классификации ООН). Экономика ориентирована прежде всего на сферу портовых, банковских и транспортных услуг. Заметное развитие в последние годы получили туризм и телекоммуникации.

## Сельское хозяйство
Основное направление сельского хозяйства — кочевое и полукочевое животноводство. Сельское хозяйство дает 2,8 % ВВП. Наличие пастбищ (11 % территорий) способствует развитию животноводства. Поголовье коз (507 000), овец (470 000), верблюдов (60 000).
Земледелие практически отсутствует. Площадь обрабатываемых земель — примерно 1 %. Большой ущерб сельскому хозяйству наносят частые засухи. Разразившаяся с 1982 года засуха привела к тому, что к 1985 году 85 % джибутийских кочевников потеряли от 50 до 60 % голов скота.
Ежегодно Джибути ввозит около 90 % потребляемых продуктов питания. Развито рыболовство, добыча жемчуга, кораллов, губок, выпаривание соли из морской воды.

## Промышленность
Промышленность в Джибути развита слабо. В основном предприятия пищевой промышленности и заводы по обработке сельскохозяйственного сырья. Строится ряд крупных предприятий, в том числе нефтеперегонный и цементный заводы.
Государственный сектор включает в себя электростанции, нефтяную компанию, транспорт (частично) и связь, завод минеральных удобрений и молокозавод.

## Транспорт
Наиболее развитая отрасль экономики. Морской порт Джибути является одним из важнейших в западной части Индийского океана. Это государственное предприятие с пропускной способностью 1,5 млн.т сухих грузов и 2 млн.т жидкого топлива в год. С 2006 года функционирует новый глубоководный порт Дорале с контейнерным терминалом мощностью 1,2 млн контейнеров в год и зоной свободной торговли.
Важное значение имеет и железная дорога Аддис-Абеба — Джибути. Находится в ведении совместной джибутийско-эфиопской компании. Протяженность джибутийского участка — 98 км. С 1998 года в связи с закрытием для Эфиопии эритрейских морских портов из-за конфликта между двумя странами, грузоперевозки по маршруту Аддис-Абеба — Джибути — Аддис-Абеба возросли в 4-5 раз.
Протяженность автомобильных дорог — свыше 3000 км, в том числе асфальтированных — около 1380 км (2000).
В Джибути имеется международный аэропорт, который управляется дубайской компанией.
Аэропорты
- всего — 13 (2013)[1]
  - с твердым покрытием — 3
  - без твердого покрытия — 10

Морской флот
- всего судов — 1
- главный порт — Джибути

## Макроэкономика
| Год  | ВВП (млрд долларов) | Инфляция (проценты) |
| ---- | ------------------- | ------------------- |
| 1980 | 0,309               | 11,7                |
| 1985 | 0,366               | 3,4                 |
| 1990 | 0,452               | 7,8                 |
| 1995 | 0,498               | 4,9                 |
| 2000 | 0,551               | 1,6                 |
| 2006 | 0,748               | 2,2                 |
| 2015 | 1,743               | 2,4                 |

## Внешняя торговля
Экспортируются живой скот, мясо, кожа, а также реэкспортируюстя товары из Эфиопии (главным образом кофе) (объем экспорта за 2017 год $161.4 млн); импортируются продовольствие, нефтепродукты, промышленные товары (объем импорта за 2017 год $726.4 млн). Основные торговые партнеры по экспорту: Эфиопия — 38,8 %, Сомали — 17,1 %, Катар — 9,1 %, Бразилия — 8,9 %; по импорту: ОАЭ — 25 %, Франция — 15,2 %, Саудовская Аравия — 11 %, КНР — 9,6 %, Эфиопия — 6,8 %